# Damian Słaboń
Damian Słaboń (* 28. Januar 1979 in Sosnowiec) ist ein polnischer Eishockeyspieler, der seit 2004 beim KS Cracovia in der Ekstraliga unter Vertrag steht.  

## Karriere
Damian Słaboń begann seine Karriere als Eishockeyspieler in der Jugendabteilung des GKS Tychy. 1995 wechselte er in seine Heimatstadt, wo er für die erste Mannschaft der Nachwuchsakademie des polnischen Verbandes sein Debüt in der Ekstraliga, der höchsten polnischen Spielklasse, gab. In der Saison 1996/97 nahm er mit Olimpia Sosnowiex an der East European Hockey League teil. Von 1998 bis 2001 spielte der Center für den Extraliga-Teilnehmer KTH Krynica, ehe er für die folgenden drei Jahre zu seinem Stammverein GKS Tychy zurückkehrte. Zur Saison 2004/05 wechselte der Nationalspieler zum KS Cracovia, mit dem er in den Jahren 2006, 2008, 2009, 2011, 2013 und 2016 jeweils den polnischen Meistertitel gewann. 2014 und 2016 gelang außerdem der Sieg im Pokalwettbewerb. In der Saison 2010/11 nahm er zudem am All-Star Game der Ekstraliga teil. 2012 erreichte er die höchste Anzahl an Torvorlagen in der Ekstraliga.

### International
Für Polen nahm Słaboń im Juniorenbereich an den U18-B-Europameisterschaften 1995, 1996 und 1997, als er als Torschützenkönig und Topscorer auch zum besten Stürmer des Turniers gewählt wurde, sowie der U20-B-Weltmeisterschaft 1999 teil. 
Im Seniorenbereich stand er im Aufgebot seines Landes bei den B-Weltmeisterschaften 1998 und 1999 sowie nach der Umstellung auf das heutige Divisionssystem bei den Turnieren der Division I 2001, 2003, als er Torschützenkönig des Turniers wurde, 2004, 2005, 2006, 2007, 2008, 2009, 2011 und 2012. Zudem spielte er für Polen bei der Weltmeisterschaft 2002, als die Mannschaft das bisher letzte Mal in der Top-Division antrat. Schließlich vertrat er seine Farben auch bei den Qualifikationsturnieren für die Olympischen Winterspiele 2006 in Turin und 2010 in Vancouver.

## Erfolge und Auszeichnungen
| - 2006 Polnischer Meister mit dem KS Cracovia - 2008 Polnischer Meister mit dem KS Cracovia - 2009 Polnischer Meister mit dem KS Cracovia - 2011 Polnischer Meister mit dem KS Cracovia - 2011 Ekstraliga All-Star Game | - 2012 Bester Vorlagengeber der Ekstraliga - 2013 Polnischer Meister mit dem KS Cracovia - 2014 Polnischer Pokalsieger mit dem KS Cracovia - 2016 Polnischer Meister und Pokalsieger mit dem KS Cracovia |

### International
- 1997 Torschützenkönig, Topscorer und bester Stürmer der U18-B-Europameisterschaft
- 2001 Aufstieg in die Top-Division bei der Weltmeisterschaft der Division I
- 2003 Bester Torschütze bei der Weltmeisterschaft der Division I, Gruppe A (gemeinsam mit Levente Elekes, Jewgeni Koreschkow und David Livingston)

## Ekstraliga-Statistik
(Stand: Ende der Spielzeit 2015/16)